# Bob Hastings
Pour les articles homonymes, voir Hastings.
Bob Hastings est un acteur américain né le 18 avril 1925 à Brooklyn, État de New York (États-Unis ) et mort le 30 juin 2014 à Burbank, Californie (dans le même pays).

## Filmographie
- 1949 : Captain Video and His Video Rangers (en) (série télévisée) : Hal
- 1950 : Tom Corbett, Space Cadet (série télévisée) : Jim Myers
- 1953 : Atom Squad (série télévisée) : Dave Fielding
- 1958 : Kitty Foyle (série télévisée) : Ed Foyle
- 1961 : The Great Impostor : State Department Official
- 1962 : Un pilote dans la Lune : Air Force Officer
- 1962 : Sur le pont la marine ("McHale's Navy") (série télévisée) : Lt. Elroy Carpenter (1962-1966)
- 1963 : The New Casper Cartoon Show (série télévisée) : Various voices
- 1964 : La Flotte se mouille (McHale's Navy) : Lt. Elroy Carpenter
- 1965 : McHale's Navy Joins the Air Force : Lt. Elroy Carpenter
- 1966 : The New Adventures of Superman (série télévisée) : Superboy / Clark Kent (voix)
- 1956 : The Edge of Night (série télévisée) : Barney (1966)
- 1967 : The Superman/Aquaman Hour of Adventure (série télévisée) : Superboy (Clark Kent) (voix)
- 1968 : Did You Hear the One About the Traveling Saleslady? : Lyle Chatterton
- 1968 : The Batman/Superman Hour (série télévisée) : Superboy / Clark Kent (voix)
- 1968 : The Bamboo Saucer : Jack Garson
- 1969 : Any Second Now (téléfilm) : Gary
- 1969 : Angel in My Pocket (en) d'Alan Rafkin : Ted Palish
- 1969 : The Love God? (en) de Nat Hiken : Shrader
- 1969 : The Flim-Flam Man (téléfilm) : Meeshaw
- 1970 : Du vent dans les voiles (The Boatniks) : Chief Walsh
- 1971 : How to Frame a Figg : Chris Groat
- 1971 : The Marriage of a Young Stockbroker (en) de Lawrence Turman : 2nd Baseball Fan
- 1971 : Ellery Queen: Don't Look Behind You (téléfilm) : Hal Hunter
- 1972 : A Very Missing Person (téléfilm) : James Malloy
- 1972 : L'Aventure du Poseidon (The Poseidon Adventure) : New Year's Emcee
- 1973 : Dealer's Choice (série télévisée) : Host (original)
- 1973 : Charley and the Angel : News Reporter
- 1973 : Jeannie (série télévisée) : Henry Glopp (voix)
- 1973 : The All-American Boy : Ariel Van Daumee
- 1973 : Trapped (téléfilm) : Bartender
- 1972 : Les Grandes Rencontres de Scooby-Doo (The New Scooby-Doo Movies) (série télévisée) : (1973-1974)
- 1974 : Jerry (téléfilm) : Frank Fuller
- 1974 : Devlin (série télévisée) : Additional Voices (voix)
- 1974 : Terror on the 40th Floor (téléfilm) : Sam Lewis
- 1974 : 747 en péril (Airport 1975) : Freeman's Friend at Airport
- 1975 : Conspiracy of Terror (téléfilm) : Mr. Kojovs
- 1976 : La Folle Escapade (No Deposit, No Return) : Peter the Chauffeur
- 1976 : Clue Club (série télévisée) : D.D. (voix)
- 1976 : The Million Dollar Rip-Off (téléfilm) : Sergeant Frank Jarrett
- 1976 : Francis Gary Powers: The True Story of the U-2 Spy Incident (téléfilm)
- 1977 : Fred Flintstone and Friends (série télévisée) (voix)
- 1977 : Cover Girls (en) de Jerry London (téléfilm) : Joe
- 1977 : The C.B. Bears (série télévisée) : Loud Mouse (voix)
- 1977 : Just a Little Inconvenience (téléfilm) : Harry
- 1978 : Joey and Redhawk (téléfilm)
- 1978 : Wheels (en) (feuilleton TV) : Bob Nessel
- 1978 : Harper Valley P.T.A. (en) : Skeeter
- 1978 : The Challenge of the Super Friends (série télévisée) (voix)
- 1978 : Crash (téléfilm)
- 1979 : Studs Lonigan ("Studs Lonigan") (feuilleton TV)
- 1979 : The Billion Dollar Threat (téléfilm) : Desk Clerk
- 1979 : Christmas Lilies of the Field (téléfilm) : Harold Pruitt
- 1980 : Shérif, fais-moi peur (série TV) : "Le témoin à charge" (Saison 2 - Episode 9) : Barnes
- 1963 : Hôpital central ("General Hospital") (série télévisée) : Capt. Burt Ramsey (1979-1986)
- 1980 : Swan Song (téléfilm) : Mitch
- 1980 : Father Figure (téléfilm) : Doctor
- 1981 : Thornwell (téléfilm) : Sanborn
- 1981 : The Munsters' Revenge (téléfilm) : Phantom of the Opera
- 1981 : Separate Ways : Jack
- 1982 : Shérif, fais-moi peur (série télévisée) saison 4 épisode 4 "Coltrane contre Duke" : Slick
- 1984 : Snowballing
- 1984 : Shérif, fais-moi peur (série télévisée) saison 7 épisode 12 "Boss fait banqueroute" : Taylor
- 1993 : Shadow Force : Mayor Talbert
- 1993 : Batman, la vengeance du fantôme (Batman: Mask of the Phantasm) : Commissioner Jim Gordon (voix)
- 1998 : SubZero (vidéo) : Commissioner James 'Jim' Gordon (voix)
- 1998 : The Batman/Superman Movie (téléfilm) : Commissioner Jim Gordon (voix)
- 2002 : Gotham Girls (série télévisée) : Commissioner Jim Gordon (voix)
- 2003 : Batman : La Mystérieuse Batwoman (Batman: Mystery of the Batwoman) (vidéo) : Commissioner Jim Gordon (voix)